# Право не відповідати на запитання
Право не відповідати на запитання (англ. The Right to Remain Silent) — американський фільм 1996 року.

## Сюжет
У свій перший день служби в поліції Крістін Пейлі отримує вказівку про те, наскільки груба їй належить служба. Їй належить звичайна робота поліцейського, в тому числі — арешти. За час роботи перед Пейлі проходить ціла галерея людей з усіх верств суспільства. Кожен має свою історію: іноді — смішну, іноді — трагічну, іноді — трагікомічну. Серед них — і підозрювані, і жертви. Наприклад, Том Гарріс, який, керуючи машиною в нетверезому вигляді, збив насмерть дівчинку; або Ніколь Савіта, ВІЛ-інфікована вчителька, що стала жертвою вуличного нападу після того, як була звільнена через хворобу.

## У ролях
| Актор             | Роль                      |
| ----------------- | ------------------------- |
| Пенелопа Браннінг | Енні                      |
| Коллін Кемп       | місіс Буфорд Лоурі        |
| Патрік Демпсі     | Том Гарріс                |
| Ванда-Лі Еванс    | поліцейський в приймальні |
| Мері Пет Глісон   | Доріс                     |
| Бьорн Джонсон     | KKK                       |
| Ларрі Джошуа      | Сімс                      |
| Кен Леско         | Магер                     |
| LL Cool J         | Чарльз Ред Тейлор         |
| Крістофер Ллойд   | Джонні Бенджамін          |
| Роберт Лоджа      | лейтенант Майк Бросло     |
| Кейт Е. Мазур     | подруга Дейла             |
| Аманда Пламмер    | Поліна Маркос             |

| Актор            | Роль                      |
| ---------------- | ------------------------- |
| Карл Райнер      | Норман Фрідлер            |
| Джадж Рейнгольд  | Буфорд Лоурі / Біллі Флан |
| Джеффрі Рівас    | Педро Амендез             |
| Лора Сан Джакомо | Ніколь Савіта             |
| Джек Ширер       | доктор Коал               |
| Фішер Стівенс    | Дейл Маєрсон              |
| Джойс Сильвестр  | Коллінз                   |
| Баррі Томпсон    | офіцер                    |
| Ліа Томпсон      | Крістіна Пейлі            |
| Елліс Вільямс    | чорна людина              |
| Дей Янг          | член шкільного правління  |
| Денні МакБрайд   | поліцейський за столом    |